# Thunderstone (band)

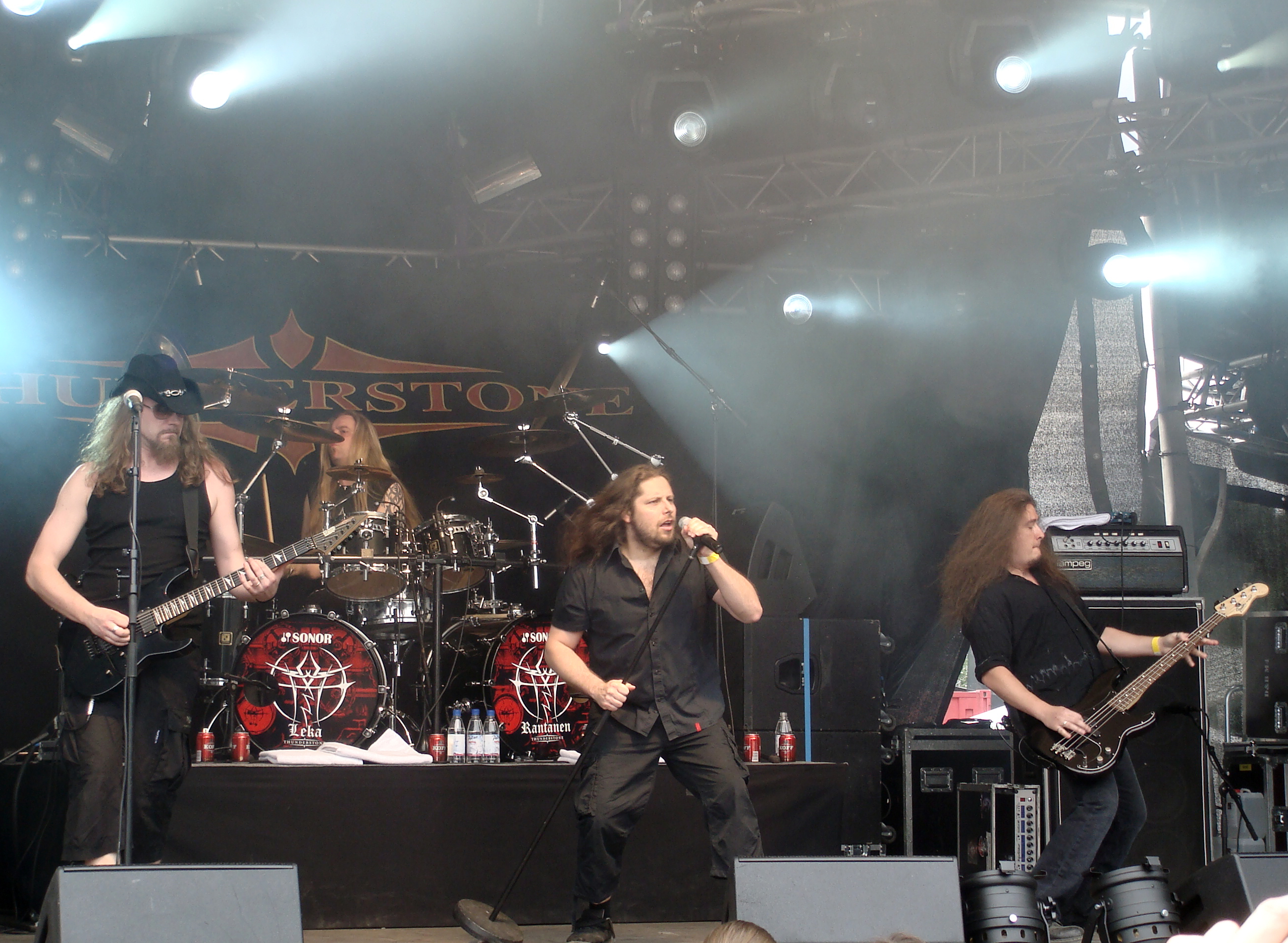
Thunderstone in 2007

Thunderstone is een Finse groep binnen het genre powermetal. De groep deed mee aan de voorrondes van het Eurovisiesongfestival 2007 in Finland: Euroviisut.De band bracht daar twee nummers: 'Forevermore' en 'Face in the mirror'. Het laatste nummer haalde de nationale finale, en eindigde daar tweede. Pasi Rantanen, de zanger van Thunderstone, stond bij Lordi op het podium toen die band het Eurovisiesongfestival 2006 in Athene won. Hij deed daar de achtergrondzang. Thunderstone tourde in het verleden al met Symphony X. De band is  momenteel aangesloten bij het label Nuclear Blast.